# Ondrej Nepela Jégcsarnok
Az Ondrej Nepela Jégcsarnok (szlovákul: Zimný štadión Ondreja Nepelu) pozsonyi sportlétesítmény. A HC Slovan Bratislava otthona. A 2011-es IIHF jégkorong-világbajnokság alatt az Orange Arena nevet viselte, napjainkban Slovnaft Arenaként is ismert. Az építése 1939. október 28-án vette kezdetét, és 1940-ben adták át, akkor 8350 férőhellyel. Teljes átépítése 2009-ben vette kezdetét, és a munkálatokat 2011 tavaszán fejezték be. A felújítás alatt egy új LED kijelzőt szereltek be (a Colosseo EAS szlovák cég terméke, napjaink egyik legmodernebb kijelzője), és a lelátókat is bővítették, 10 055 férőhelyesre.
A stadion Ondrej Nepela szlovák műkorcsolyázó nevét viseli, aki az 1960-as évek végén, és az 1970-es évek elején versenyzett Csehszlovákia színeiben, 1972-ben aranyérmet is nyert.
A stadion két alkalommal adott otthont szezon előtti NHL meccsnek: 2008-ban (HC Slovan Bratislava – Tampa Bay Lightning) és 2011-ben (HC Slovan Bratislava – New York Rangers). Az aréna volt a 2011-es IIHF jégkorong-világbajnokság egyik helyszíne (a kassai Steel Aréna mellett).
A csarnok az egyik helyszíne lesz a 2026-os női kézilabda-Európa-bajnokságnak.